# Apogon fraenatus
Espèce
Apogon fraenatus est un poisson de la famille des Apogonidae.